# Национальный музей Китая
Национальный музей Китая (кит. трад. 中國國家博物館, упр. 中国国家博物馆, пиньинь Zhōngguó guójiā bówùguǎn, палл. Чжунго гоцзя боугуань) — крупнейший музей страны (65 000 м²). Он расположен в восточной части площади Тяньаньмэнь в Пекине, находится в ведомстве министерства культуры КНР и имеет своей целью сохранение и популяризацию китайского искусства и истории.

## История
Музей объединяет в себе два других музея, которые уже располагались в здании учреждения до объединения в 2003 году. Это были Музей Китайской революции в северном крыле здания и Национальный музей китайской истории в южном крыле. Оба начали функционировать в 1959 году, когда к десятилетнему юбилею образования КНР для них было построено отдельное здание. Оно имеет 313 метров в длину, 149 метров в ширину и 40 метров в высоту (4 этажа), фасад украшен 11 колоннами.

## Коллекция

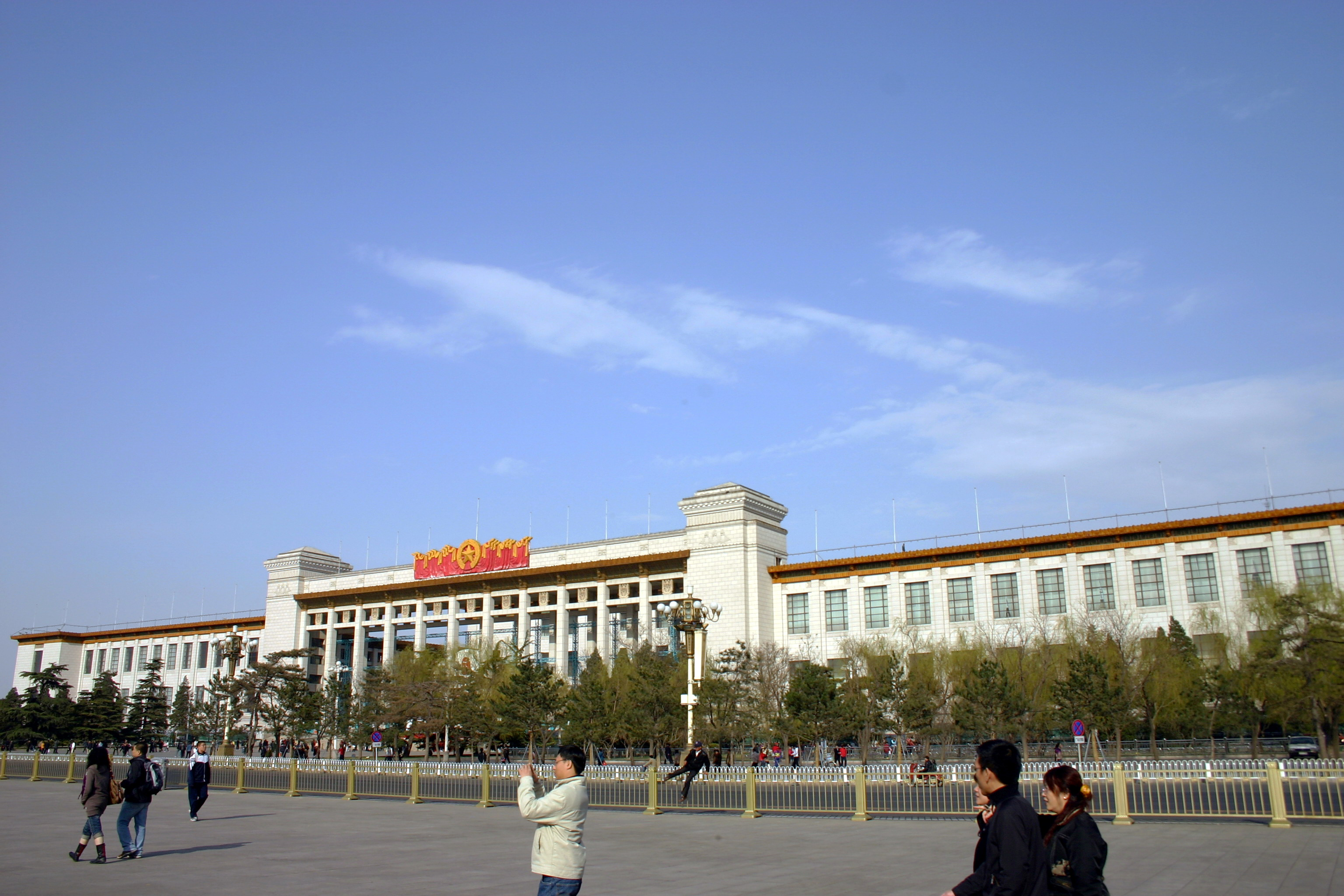
Здание музея

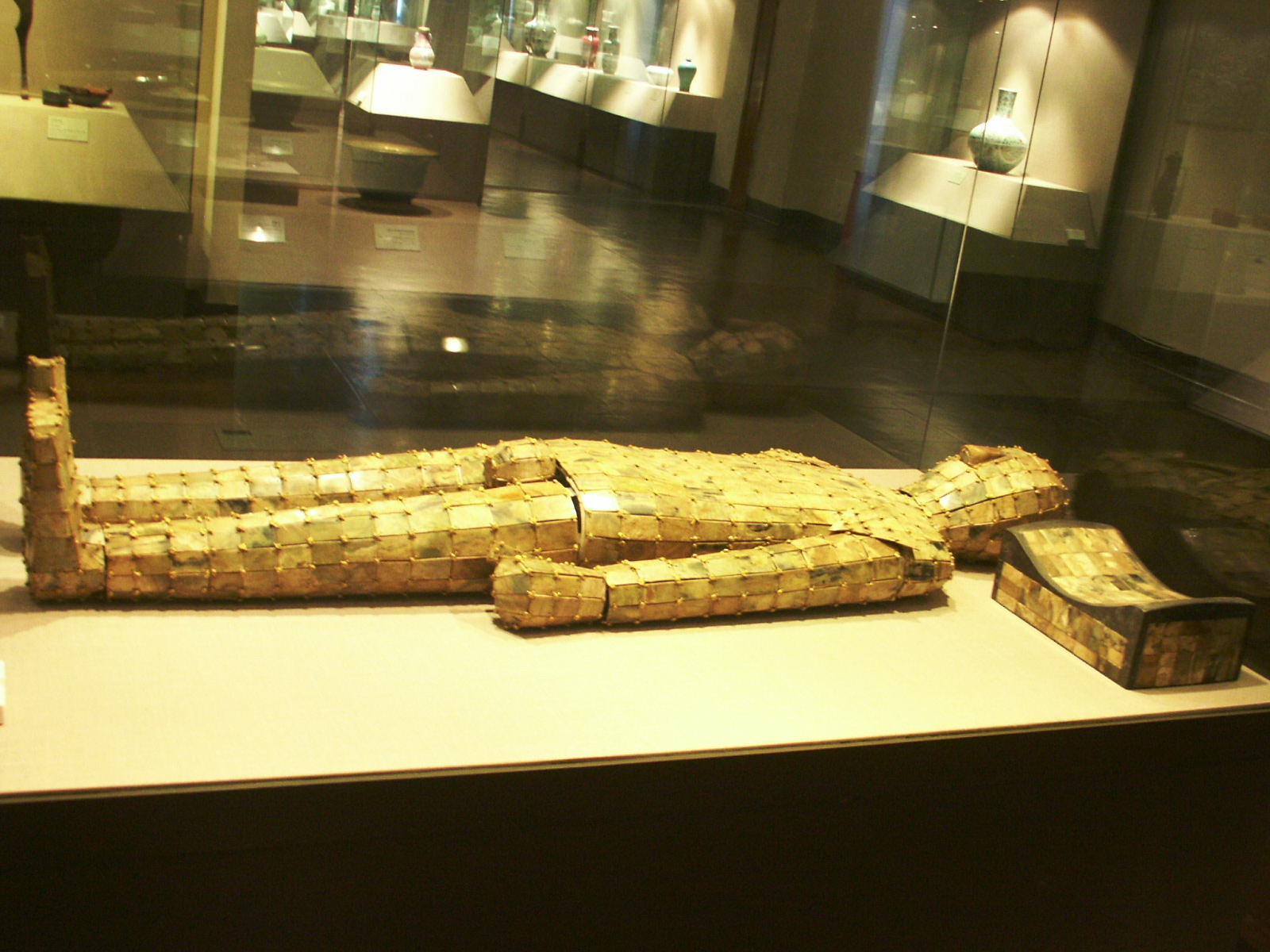
Нефритовый принц (династия Хань)

В музее хранится более 620 тысяч ценных экспонатов, охватывающих историю государства за более чем 5000-летний период. Отдельные экспонаты имеют отношение к доисторическим временам, например, юаньмоуский человек возрастом 1,7 миллиона лет.
Среди наиболее важных экспонатов музея стоит отметить следующие: жертвенный треножник Дин возрастом 3000 лет (династия Шан) и весом 833 кг, который является крупнейшим в мире бронзовым изделием античности; квадратный бронзовый сосуд для вина, украшенный изображениями четырёх овечьих голов (династия Шан); позолоченный бронзовый ярлык в форме тигра (династия Цинь); нефритовый погребальный костюм с золотой тесьмой возрастом 2000 лет (династия Хань); обширная коллекция трёхцветных санкаев (династия Тан) и керамических изделий (династия Сун).

## Другое применение
Из-за своего расположения в центре Пекина фасадная сторона музея нередко используется для установки часов, отсчитывающих время до наступления того или иного события национальной важности. Первое подобное применение было связано с передачей суверенитета над Гонконгом в 1997 году. Второй — с передачей суверенитета над Макао в 1999 году. В третий раз производился отсчёт до открытия Олимпийских игр 2008. Последнее такое применение связано с проведением международной выставки Expo 2010.